# 萨蒂亚吉特·雷伊

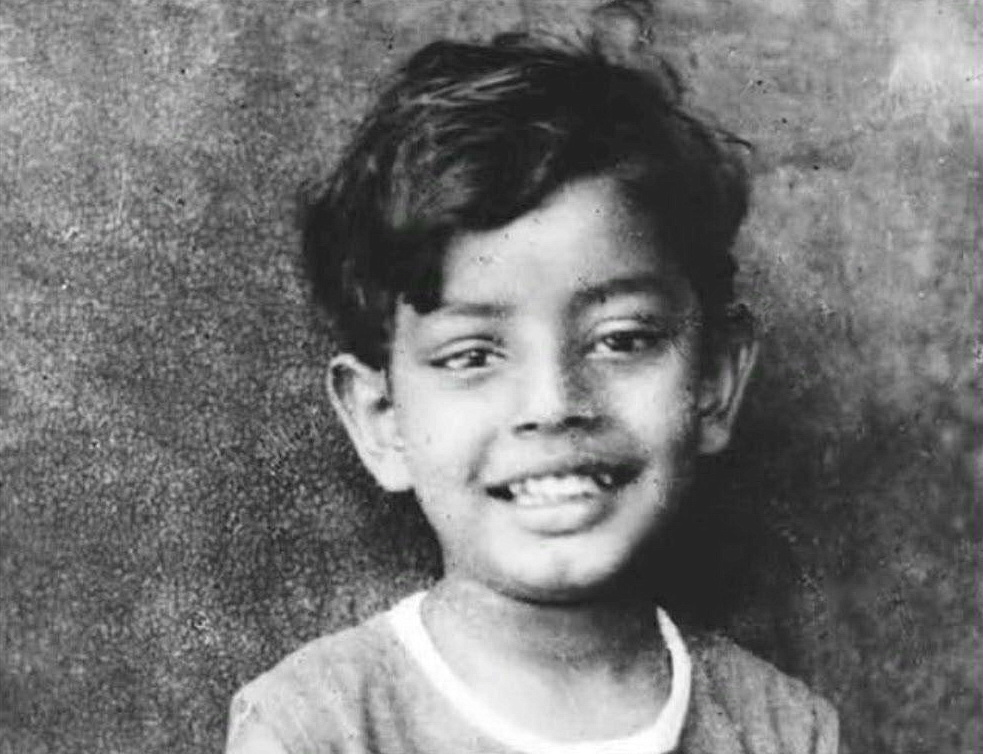
雷伊的童年

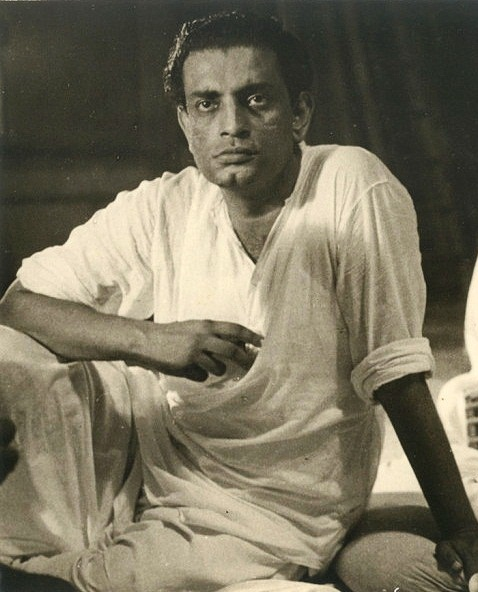
1955年

萨蒂亚吉特·雷伊（孟加拉語： 或 ，1921年5月2日—1992年4月23日），知名孟加拉裔印度導演。他被公認是二十世紀的偉大導演。
雷伊生於加爾各答市的一戶孟加拉人家，在藝術與文學的世界中成就卓越。他以商業藝術家起家，在一趟倫敦之旅中認識了法國導演讓·諾瓦，觀看了義大利新寫實主義電影《單車失竊記》之後開始投入獨立製片。
雷伊執導了37部電影，包括劇情片、紀錄片與短片。他也是位小說作家、發行人、插畫家、平面設計師與影評人。雷伊的首部電影《大路之歌》（1955年）榮獲了11座國際大獎，其中包括坎城影展最佳人生紀錄獎。雷伊並以《大路之歌》、《大河之歌》（1956年）與《大樹之歌》（1959年），三部電影共譜了《阿普三部曲》。其中雷伊一手包辦了編劇、選角、配樂、攝影、藝術指導、剪輯，並自行設計了片尾字幕與宣傳品。雷伊的生涯中獲獎無數，包括32座印度國家電影獎，為數眾多的國際影展獎項，以及1992年的奧斯卡終身成就獎。

## 早年與出身背景
薩雅吉·雷伊的祖父，亞潘多奇修爾·雷伊是位作家、插畫家、哲學家、發行人與業餘天文學家，同時也是十九世紀孟加拉宗教與社會運動－－梵天運動的領導人。薩雅吉的父親，蘇庫瑪·雷伊是孟加拉的無意義韻文與兒童文學作家先驅、插畫家以及評論家。薩雅吉·雷伊則是父親蘇庫瑪與母親蘇普拉哈的結晶，誕生於加爾各答。薩雅吉的父親在他年僅三歲時過世，一家人靠著母親微薄的收入勉強度日。雷伊在加爾各答大學的總統學院進修經濟學，然而他的最愛一直都是藝術。1940年，雷伊在母親的堅持下，前往桑蒂尼蓋登、詩人泰戈爾所創立的印度國際大學就讀。雷伊的不情願源自他對家鄉加爾各答的情感，也因為外界普遍對桑蒂尼蓋登的低評價。而在母親的極力勸說，與對泰戈爾的憧憬，最後仍說服了雷伊。在桑蒂尼蓋登的日子，雷伊才體會了東方藝術的美好。他之後並承認，他在著名畫家難陀·婆藪以及貝挪得·貝哈里·瑪克荷菊身上學到許多。雷伊後來並為瑪克荷菊拍了紀錄片《心眼》。在走了一趟阿旖陀石窟、埃洛拉石窟與象島石窟後，雷伊更由衷的讚賞印度藝術。
1943年，雷伊在完成五年學業之前，離開了桑蒂尼蓋登，回到加爾各答，在一家英國廣告公司「D·J·克伊摩」謀職。雷伊在公司的角色是「資淺的創意工作者」，月薪僅有八十盧比。然而，一方面，視覺設計是貼近雷伊的想法的事情，而且雷伊多半受到不錯的對待，當時公司裡的英國和印度職員明顯正處於緊繃狀態（前者薪資待遇較優），而雷伊認為「客戶普遍很愚蠢」。約莫1943年，雷伊開始加入印章出版，一家由D·K·古普塔 (D. K. Gupta) 所創的新出版社。古普塔讓雷伊操刀出版社發行的書籍的封面設計，並給了他完整的藝術自由。雷伊設計了許多書籍的封面，其中包括吉姆·寇貝特的《庫曼的食人獸》與賈瓦哈拉爾·尼赫魯的《發現印度》，以及兒童版的《大路之歌》，一本由比哈堤哈遜·班納吉 (Bibhutibhushan Bandopadhyay) 所著的古典孟加拉小說，其重新命名為《芒果籽之歌》 (Am Antir Bhepu) 。雷伊深受此作品的影響，其也成了他首部電影的主題。除了設計封面外，雷伊也繪製書的插畫；他的插畫許多最後都能在他開創性的電影中的鏡頭等處找到。
1947年，雷伊與奇答那答·達斯古普塔等人合作，成立了加爾各答電影協會，並透過協會接觸了許多外國電影。在這個時期，雷伊不停認真的欣賞、研究電影。他在二戰時期援助了駐紮在加爾各答的美國陸軍，而陸軍單位則通知他最新於城裡上映的美國電影。雷伊後來結識了英國皇家空軍的員工諾曼·克萊爾 (Norman Clare) ，他們分享彼此對電影、西洋棋、西洋古典樂的熱愛。
1949年，雷伊娶了拜喬亞·達斯 (Bijoya Das) ，他的表姐、多年來的愛人。他們夫妻有了一個兒子山地普，其現在也是一位電影導演。同年，讓·諾瓦來到了加爾各答拍攝電影《河》。雷伊協助他尋找鄉間的外景拍攝地。當時，雷伊告訴雷諾瓦他拍《大路之歌》的構想，其時而浮現在他的腦海裡，並獲得了雷諾瓦的支持。1950年，雷伊被D·J·克伊摩送到倫敦總部工作。在倫敦的三個月間，雷伊看了99部電影。其中新寫實主義電影、維多里奧·狄西嘉的《單車失竊記》 (1948) ，對雷伊造成了深刻的衝擊。雷伊後來對此表示，他走出戲院時，便下定決心要成為一位電影工作者。

## 阿普時代 (1950–1959)
雷伊於是決定選用《大路之歌》，一本1928年由比哈堤哈遜·班納吉出版、孟加拉文學中的經典教育小說，做為他首部電影的主題。這本半自傳小說內容敘述著孟加拉鄉村的小男孩阿普的成長過程。
雷伊找來了一組缺乏經驗的工作人員，然而，他的攝影師蘇布拉塔·米特拉 (Subrata Mitra) 和美術指導班西·柴德拉古普塔 (Bansi Chandragupta) 都遞出了漂亮的成績單，獲得極大的喝采。演員陣容則是由一群業餘藝人組成。拍攝工作於1952年末展開，資金來源是雷伊的個人存款。他默默希望一旦完成了初步拍攝工作，就可以籌得一筆贊助的經費；然而，資金並沒有從天而降。《大路之歌》拍攝花了三年之久的時間，過程斷斷續續－－拍攝只有在雷伊或執行製片安尼歐·喬德赫瑞 (Anil Chowdhury) 籌到下一步金費時才能進行。在有了西孟加拉政府的貸款後，電影終於完成拍攝，並於1955年發行，立即獲得評論和大眾上極大的成功，橫掃眾多獎項，在印度與海外都十分暢銷。在電影拍攝過程中，雷伊拒絕了那些要求他改寫腳本或撤換製作人的人的資金贊助，並忽視了政府希望他們能寫個圓滿結局、讓阿普一家有個「新的方案」的勸告，但政府最後還是資助了電影。。

## 作品
- 1955年：《大路之歌》
- 1956年：《大河之歌（英语：Aparajito）》－威尼斯影展金獅獎
- 1959年：《大樹之歌（英语：The World of Apu）》
- 1960年：《女神（英语：Devi (1960 film)）》
- 1963年：《大都會（英语：Mahanagar）》－柏林影展最佳導演銀熊獎
- 1964年：《孤獨的女人（英语：Charulata）》－柏林影展最佳導演銀熊獎
- 1973年：《遙遠的雷聲》－柏林影展金熊獎

## 註解
1. ↑  Santas 2002，第18頁
2. ↑  Seton 1971，第36頁
3. ↑  Robinson 2003，第46頁
4. ↑  Seton 1971，第70頁
5. ↑  Seton 1971，第71–72頁
6. ↑  Robinson 2003，第56–58頁
7. ↑  Robinson 2005，第38頁
8. ↑  Robinson 2005，第40–43頁
9. ↑  "Satyajit Ray had an unconventional marriage. He married Bijoya (born 1917), youngest daughter of his eldest maternal uncle, Charuchandra Das, in 1948 in a secret ceremony in Bombay after a long romantic relationship that had begun around the time he left college in 1940. The marriage was reconfirmed in Calcutta the next year at a traditional religious ceremony.", "Ties that Bind" by Arup Kr De, The Statesman, Kolkata, 27th.April.2008
10. ↑  Robinson 2005，第42–44頁
11. ↑  Robinson 2005，第48頁
12. 1 2  Robinson 2003，第74–90頁
13. ↑  Seton 1971，第95頁

## 外部連結
- 互联网档案馆中萨蒂亚吉特·雷伊的作品或与之相关的作品
- SatyajitRay.org （页面存档备份，存于）
- Satyajit Ray Film and Study Center: University of California – Santa Cruz （页面存档备份，存于）
- Satyajit Ray在互联网电影资料库（IMDb）上的資料（英文）
- . （原始内容存档于4 January 2006）. article by W. Andrew Robinson